# Neue Einfachheit
Die Neue Einfachheit ist eine Stilrichtung der Neuen Musik. Eine Definition ist insofern schwierig, als der Begriff keine feste „Schule“ oder Gruppierung in der neuen Musik bezeichnet, sondern eher eine Kompositionshaltung. Zumeist wird der Begriff auch nicht von den Komponisten selbst benutzt, sondern von Musikwissenschaftlern (seit Ende der 1970er Jahre) oder Musikjournalisten geprägt, um dieses Phänomen zu beschreiben. Die Komponisten zogen hingegen andere Begrifflichkeiten vor, etwa Neue Vielfalt oder Neue Eindeutigkeit, wie Wolfgang Rihm 1977 vorschlug.

## Hintergrund
Neben der atonalen Musik, der Zwölftontechnik oder dem vollständig determinierten Komponieren im Serialismus gab es immer auch Komponisten wie etwa Karl Amadeus Hartmann oder Allan Pettersson, die in ihrem Komponieren eine stärker der Tonalität verpflichtete, „einfachere“ Kompositionsweise weiterentwickelten.
Nach dem Ende des Serialismus etwa gegen Ende der 1960er Jahre war dann eine verstärkte Hinwendung zu leichter fasslicher Musik bemerkbar. Während Komponisten wie Helmut Lachenmann zu den Extremen der musikalischen Ausdrucksmöglichkeiten tendierten, gab es zur gleichen Zeit Komponisten, die wieder traditionelle Elemente einbezogen. Dies bezieht sich auf alle möglichen musikalischen Parameter, diente aber dem übergeordneten Willen der „Verständlichkeit“, die sich vor allem über emotionale musikalische Gesten einstellt. Da man mit verschiedenen Mitteln „einfach“ komponieren kann, wurden mit dem Begriff sowohl Komponisten der Minimal Music als auch des Neoklassizismus bzw. der Neoromantik assoziiert. Der Grad der Anwendung von Mitteln der neuen Einfachheit, wie zum Beispiel die Einbindung von tonalen Klängen oder tradierten Werkformen ist je nach Komponist und Werk unterschiedlich.
Als Vertreter der neuen Einfachheit gelten im weitesten Sinne neben anderen Henryk Mikołaj Górecki, Arvo Pärt, Peter Michael Hamel, Hans-Jürgen von Bose, Ludovico Einaudi, Wolfgang Rihm, Manfred Trojahn, Kevin Volans, Walter Zimmermann und Wolfgang von Schweinitz. Es gibt aber ebenso Werke von Rihm oder Hamel, die sich eben nicht „leicht verständlich“ mitteilen.
Einige davon haben selbst mittlerweile Schüler ausgebildet, so dass heute von einer „Zweiten Neuen Einfachheit“ gesprochen wird; dazu gezählt werden unter anderem Matthias Pintscher, Jörg Widmann und Rebecca Saunders.